# Voulez-Vous
Cet article concerne l'album. Pour la chanson du même nom, voir Voulez-Vous (chanson).
Albums de ABBA
The Album
(1977) Super Trouper
(1980)
Singles
1. Chiquitita
Sortie : 16 janvier 1979
2. Does Your Mother Know
Sortie : 6 avril 1979
3. Voulez-Vous
Sortie : 2 juillet 1979
4. Angeleyes
Sortie : 2 juillet 1979
5. As Good As New
Sortie : octobre 1979
6. I Have a Dream
Sortie : 7 décembre 1979

Voulez-Vous est le sixième album studio du groupe de pop suédois ABBA, sorti le 23 avril 1979. Il comporte les singles à succès tels que Chiquitita, Does Your Mother Know et I Have a Dream et met en avant la musique disco, qui est à son apogée à l'époque. L'album domine les classements dans certains pays, au Royaume-Uni il est l'un des cinq albums les plus vendus cette année-là.
C'est le premier album ABBA à être principalement enregistré aux studios Polar, à Stockholm, et le seul album d'ABBA à inclure un enregistrement studio réalisé en dehors de la Suède : le morceau d'accompagnement instrumental de la chanson Voulez-Vous a été en partie enregistré aux studios Criteria à Miami, aux États-Unis.
Voulez-Vous sort pour la première fois en CD en 1984. L'album a été remastérisé numériquement et réédité quatre fois ; d'abord en 1997, puis en 2001 et en 2005 dans le cadre du coffret The Complete Studio Recordings, et encore une fois en 2010 pour l'édition deluxe de Voulez-Vous.

## Histoire

### Contexte et enregistrement
Au début de l'année 1978, ABBA est au sommet de son succès et, après avoir terminé la promotion de leur dernier album et la sortie du film Vive ABBA au cinéma, les pensées se tournent vers le prochain album, qui devrait sortir à temps pour Noël. Les sessions s'avèrent cependant difficiles et, après avoir commencé le 13 mars 1978 avec le titre Dr Claus von Hamlet, qui devient finalement une chanson inédite, un certain nombre de compositions sont enregistrées comme maquette avant d'être rejetées par le groupe. En effet, au bout de six mois, seules deux chansons qui se retrouveront sur l'album terminé (The King Has Lost His Crown et Lovers (Live a Little Longer)) ont été finalisées.
Pendant cette période, le groupe ouvre son propre studio d'enregistrement, les Polar Studios à Stockholm, qui compte parmi les plus avancés au monde à l'époque et où ABBA travaillera dorénavant. Les deux chansons enregistrées à cette époque sont Lovelight et Dream World. Cependant, aucune de ces deux chansons ne figurera sur l'album Voulez-Vous : Lovelight sera utilisée comme face B du single Chiquitita, tandis que Dream World restera inédite jusqu'en 1994 ; les deux chansons figurent comme titres bonus sur les rééditions en CD de l'album Voulez-Vous. Parmi les autres titres envisagés pour Voulez-Vous mais abandonnés par la suite, on trouve Just a Notion, qui figurera plus tard sur le neuvième album du groupe, Voyage sorti en 2021.
En septembre 1978, ABBA était absent des charts depuis plusieurs mois, et une chanson issue des sessions d'enregistrement, Summer Night City, est donc sortie en single. Les membres Benny Andersson et Björn Ulvaeus n'ont jamais été satisfaits de la chanson finie et ont regretté qu'elle soit classée moins bien que les précédents singles dans les hit-parades et qu'elle ne soit pas sortie du tout aux États-Unis. Ils considéraient le Royaume-Uni comme leur marché le plus important, et c'est là qu'il a mis fin à une série de singles numéros un, Summer Night City atteignant la cinquième place - leur plus faible succès depuis trois ans. Une version intégrale de la chanson était toutefois prévue pour l'album à venir, mais n'a finalement jamais été utilisée. À cette époque, des tensions se font jour au sein du groupe en raison de la faible productivité de la période, comme l'explique Agnetha Fältskog : « Je peux lire dans le regard de Björn lorsqu'il rentre chez lui comment s'est déroulée la journée de travail. Souvent, les garçons ont travaillé pendant dix heures sans produire la moindre note ». Andersson déclare à un journaliste de l'époque : « Les perspectives ne sont pas bonnes. C'est pire que jamais... Nous n'avons aucune idée de la date à laquelle nous aurons terminé ». Il est devenu évident que l'album ne sera pas achevé avant la fin de l'année et la date limite est repoussée à 1979. Fin 1978, l'annonce du divorce d'Ulvaeus et Fältskog donne une nouvelle indication sur les conflits internes qui règnent au sein du groupe. Au lieu de sonner le glas du groupe, cet événement libère les tensions entre les deux époux et, fin 1978, le travail sur l'album reprend à un rythme effréné.
En octobre, deux titres ont été achevés : Angeleyes et If It Wasn't for the Nights. Bien que considéré comme un titre typique d'ABBA, le premier est jugé daté par Andersson, qui le qualifie de « retour aux années soixante ». La deuxième chanson, en revanche, est très contemporaine, orientée vers le disco et considérée comme la chanson la plus forte enregistrée pour l'album. Elle devait être non seulement le prochain single, mais aussi la chanson qu'ABBA interpréterait lors du concert Music for UNICEF en janvier 1979. Ce plan fut toutefois modifié lorsqu'une chanson encore meilleure arriva en décembre. Avec le titre original de In the Arms of Rosalita, c'est Chiquitita que le groupe interprète. Bien que de style plutôt « schlager », Andersson la considère comme la meilleure de leurs nouvelles chansons, malgré le sentiment qu'elle n'était pas du tout dans le style des autres groupes qui se produisaient ce soir-là. Au début de l'année 1979, Chiquitita est devenu l'un des plus grands succès d'ABBA dans le monde, atteignant la première place dans de nombreux pays, bien qu'il ait été devancé de peu par Heart of Glass de Blondie au Royaume-Uni, à la deuxième place.
Fin janvier 1979, Andersson et Ulvaeus quittent la Suède et louent un appartement aux Bahamas, où ils pensent pouvoir trouver l'inspiration en écoutant de la musique américaine et en découvrant une ambiance totalement différente de celle, plutôt conservatrice, de Stockholm. Deux chansons sont nées de cette période : Voulez-Vous et Kisses of Fire. Enthousiasmés par la première, ils se rendent aux Criteria Studios à Miami, aux États-Unis, pour enregistrer la piste d'accompagnement avec le groupe disco américain Foxy (en) – la seule fois qu'ils enregistrent une chanson en dehors de la Suède. De retour en Suède pour terminer les chansons, un autre titre, Does Your Mother Know, est enregistré – une chanson qui sera choisie comme prochain single, et aussi le seul à mettre en avant Björn Ulvaeus au chant. Le single n'a pas connu le même succès mondial que Chiquitita, mais a été le plus grand succès de l'album aux États-Unis.
Fin mars, les deux derniers titres pour l'album sont terminés : As Good as New et I Have a Dream, ce dernier est interprété par Anni-Frid Lyngstad accompagné d'un chœur d'enfants de l'école internationale de Stockholm.

### Sortie
À la fin du mois d'avril 1979, l'album Voulez-Vous était finalement prêt à sortir et pour souligner le changement du groupe vers un son disco, la photo de la pochette de l'album a été prise à la boîte de nuit Alexandra's à Stockholm. L'album est sorti le 23 avril 1979, et dans les mois qui ont suivi son lancement, ABBA a sorti un certain nombre d'autres singles extraits de l'album. La chanson-titre est sortie en double face A avec Angeleyes, tandis que I Have a Dream est sortie tardivement en décembre 1979 après leur récente tournée mondiale. Un titre enregistré en août 1979 (quatre mois après la sortie de l'album), Gimme! Gimme! Gimme! (A Man After Midnight), est sorti en single en octobre et a été inclus plus tard comme titre bonus sur les versions CD de Voulez-Vous.

## Réception

### Accueil critique
L'album a reçu un accueil favorable de la part des critiques musicaux. Bruce Eder du site AllMusic a donné à l'album trois étoiles et demie sur cinq et a noté qu'« environ la moitié de Voulez-Vous montre la forte influence des Bee Gees de leur époque disco à succès » mais qu'il « a aussi une paire de ballades douces et lyriques de style europop » qui, selon lui, ressemble à la « musique folk populaire du milieu et de la fin des années 60 ». Sean Egan de la BBC a donné une critique favorable de l'album en écrivant que l'album « était un effort qui a vu Agnetha, Benny, Björn et Anni-Frid mettre leurs chaussures de danse pour participer à l'engouement dominant pour le disco » et ajoute que « les ballades de l'album sont capables de fournir une bouffée d'air sur une piste de disco qui autrement deviendrait moite et étouffante ».

### Accueil commercial
Voulez-Vous s'est classé en tête des ventes dans plusieurs pays à travers l'Europe, y compris au Royaume-Uni, où il est entré en première position et y est resté pendant un mois. L'album a également figuré dans le top 10 au Canada, en Nouvelle-Zélande et en Australie. Aux États-Unis, Voulez-Vous est devenu le troisième album d'ABBA à atteindre le top 20 du Billboard 200, en se classant à la 19e place.

## Liste des titres
Toutes les chansons sont écrites et composées par Benny Andersson et Björn Ulvaeus.
| 1. | As Good as New              | 3:22 |
| 2. | Voulez-Vous                 | 5:09 |
| 3. | I Have a Dream              | 4:44 |
| 4. | Angeleyes                   | 4:20 |
| 5. | The King Has Lost His Crown | 3:30 |

| Face B | Face B                        | Face B | Face B | Face B | Face B | Face B | Face B | Face B | Face B |
| No     | Titre                         | Durée  |        |        |        |        |        |        |        |
| ------ | ----------------------------- | ------ | ------ | ------ | ------ | ------ | ------ | ------ | ------ |
| 1.     | Does Your Mother Know         | 3:13   |        |        |        |        |        |        |        |
| 2.     | If It Wasn't for the Nights   | 5:13   |        |        |        |        |        |        |        |
| 3.     | Chiquitita                    | 5:26   |        |        |        |        |        |        |        |
| 4.     | Lovers (Live a Little Longer) | 3:28   |        |        |        |        |        |        |        |
| 5.     | Kisses of Fire                | 3:16   |        |        |        |        |        |        |        |
| 41:43  |                               |        |        |        |        |        |        |        |        |

| 11. | Summer Night City           | 3:34 |
| 12. | Lovelight (Alternative Mix) | 3:18 |

| 11. | Summer Night City                           | 3:44 |
| 12. | Lovelight                                   | 3:48 |
| 13. | Gimme! Gimme! Gimme! (A Man After Midnight) | 3:48 |

## Crédits
ABBA
- Benny Andersson : claviers, chant
- Agnetha Fältskog : chant
- Anni-Frid Lyngstad : chant
- Björn Ulvaeus : guitare, banjo, chant

Musiciens supplémentaires
- Rolf Alex : batterie
- Ola Brunkert : batterie
- Lars Carlsson : cor
- Anders Eljas : cor
- Joe Galdo : batterie
- Malando Gassama : percussions
- Rutger Gunnarsson : basse
- Paul Harris : piano
- Janne Kling : instruments à vent
- Nils Landgren : trombone
- Ish Ledesma : guitare
- Roger Palm : batterie
- Halldor Palsson : saxophone ténor
- Arnold Paseiro : basse
- Jan Risberg : hautbois
- Janne Schaffer : guitare
- Johan Stengård : saxophone ténor
- Åke Sundqvist : percussions
- George Terry : guitare
- Mike Watson : basse
- Lasse Wellander : guitare
- Kajtek Wojciechowski : saxophone ténor

Production
- Benny Andersson; Björn Ulvaeus – producteurs
- Michael B. Tretow – Ingénieur du son
- Benny Andersson, Björn Ulvaeus, Anders Eljas, Rutger Gunnarsson – Arrangement
- Rune Söderqvist – design
- Ola Lager – Photographie
- Jon Astley, Tim Young, Michael B. Tretow – Remastérisation 1997
- Jon Astley, Michael B. Tretow – Remastérisation 2001
- Henrik Jonsson – Remastérisation Le coffret Complet de tous les enregistrements studio (ré-édition de 2005)

## Classements et certifications
| Classement (1979–80)                 | Meilleure position |
| ------------------------------------ | ------------------ |
| Allemagne de l'Ouest (Media Control) | 1                  |
| Argentine (CAPIF)                    | 2                  |
| Australie (Kent Music Report)        | 5                  |
| Autriche (Ö3 Austria Top 40)         | 2                  |
| Canada (Canadian Albums)             | 6                  |
| États-Unis (Billboard 200)           | 19                 |
| Finlande (Suomen virallinen lista)   | 1                  |
| France (IFOP)                        | 13                 |
| Japon (Oricon)                       | 1                  |
| Nouvelle-Zélande (RIANZ)             | 2                  |
| Norvège (VG-lista)                   | 1                  |
| Pays-Bas (Mega Album Top 100)        | 1                  |
| Royaume-Uni (UK Albums Chart)        | 1                  |
| Suède (Sverigetopplistan)            | 1                  |

| Classement (2021–23)               | Meilleure position |
| ---------------------------------- | ------------------ |
| Belgique (Flandre Ultratop)        | 43                 |
| Finlande (Suomen virallinen lista) | 29                 |
| Grèce (IFPI)                       | 66                 |
| Lituanie (Agata)                   | 61                 |
| Norvège (VG-lista)                 | 27                 |
| Pays-Bas (Mega Album Top 100)      | 26                 |
| Suède (Sverigetopplistan)          | 5                  |
| Suisse (Schweizer Hitparade)       | 79                 |

| Classement (1979)                    | Position |
| ------------------------------------ | -------- |
| Allemagne de l'Ouest (Media Control) | 11       |
| Australie (Kent Music Report)        | 30       |
| Autriche (Ö3 Austria Top 40)         | 7        |
| Canada (RPM Top Albums)              | 18       |
| France (IFOP)                        | 40       |
| Japon (Oricon)                       | 5        |
| Nouvelle-Zélande (RIANZ)             | 23       |
| Pays-Bas (Album Top 100)             | 2        |
| Royaume-Uni (OCC)                    | 5        |

| Classement (1980)                    | Position |
| ------------------------------------ | -------- |
| Allemagne de l'Ouest (Media Control) | 74       |
| Canada (RPM Top Albums)              | 37       |
| Pays-Bas (Album Top 100)             | 26       |

| Classement (2022)           | Position |
| --------------------------- | -------- |
| Belgique (Ultratop Flandre) | 187      |

| Classement (1970–1979) | Position |
| ---------------------- | -------- |
| Japon (Oricon)         | 17       |

### Certifications et ventes
| Pays | Certification | Ventes/Streams |
| --- | ------------- | -------------- |
| Allemagne de l'Ouest (BVMI)                                                                                   | Platine       | 500 000^       |
| Australie (ARIA)                                                                                              | 2 × Platine   | 200 000^       |
| Belgique (BEA)                                                                                                | Platine       | 50 000‡        |
| Canada (Music Canada)                                                                                         | 2 × Platine   | 200 000^       |
| Danemark (IFPI Danmark)                                                                                       | Or            | 10 000‡        |
| Espagne (Promusicae)                                                                                          | Or            | 50 000^        |
| États-Unis (RIAA)                                                                                             | Or            | 500 000^       |
| Finlande (IFPI)                                                                                               | Platine       | 82 340         |
| France | —             | 200 000        |
| Hong Kong (IFPI)                                                                                              | Or            | 10 000*        |
| Japon (Oricon)                                                                                                | Platine       | 623 000^       |
| Nouvelle-Zélande (RMNZ)                                                                                       | Platine       | 15 000^        |
| Pays-Bas (NVPI)                                                                                               | Platine       | 100 000^       |
| Royaume-Uni (BPI)                                                                                             | Platine       | 300 000^       |
| Suède | —             | 289 925        |
| *Ventes selon la certification ^Mise en rayon selon la certification ‡ventes/streaming selon la certification |               |                |

## Historique de sortie
| Région               | Date          | Format(s)                               | Édition          | Label | Réf.   |
| -------------------- | ------------- | --------------------------------------- | ---------------- | --- | ------ |
| Divers               | 23 avril 1979 | - LP - cassette - cartouche huit-pistes | Original         | - Polar - Polydor - Epic (Royaume-Uni) - Atlantic (États-Unis) - Vogue (France) - RCA Victor (Amérique latine, Australie) | [ 23 ] |
| Allemagne de l'Ouest | 1984          | CD                                      | Original         | Polydor | [ 58 ] |
| Divers               | 24 mars 1997  | CD                                      | The Remasters    | - Polydor - PolyGram | [ 23 ] |
| Divers               | 25 juin 2001  | CD                                      | Remasterisée     | Polar | [ 23 ] |
| Europe               | 28 mai 2010   | CD                                      | Deluxe           | Polar | [ 23 ] |
| Divers               | 14 juin 2019  | LP                                      | Réédition vinyle | - Polar - EAN | [ 23 ] |